# مارغريت من النمسا (ملكة بوهيميا)
مارغريت من النمسا (بالألمانية: Margarete von Babenberg) (حوالي 1204 - 29 أكتوبر 1266 كروماو أم كامب) كانت ملكة الرومان القرينة 1225-1235 ودوقة النمسا الاسمية في 1252-1260، وملكة بوهيميا القرينة 1253-1260 وزوجة هنري السابع ملك ألمانيا.